# Juan Catalino Domínguez
Juan Catalino Domínguez (Buenos Aires, 4 de maio de 1910 — 18 de abril de 1948) foi um assassino em série argentino que, entre várias fugas da prisão de 1944 a 1948, assassinou oito pessoas antes de ser morto em um tiroteio com a polícia.

## Primeiros anos
Juan Catalino Domínguez nasceu na pequena cidade de Rauch em 4 de maio de 1910. Pouco se sabe sobre sua juventude, mas em 1933 começou a cometer furtos nas áreas rurais de Ayacucho e Coronel Vidal. De 1940 a 1943, ele ficou preso por uma briga que ocorreu em Mar del Plata, onde trabalhava como motorista.
Em 1944, Catalino trabalhava como zelador de uma luxuosa residência no bairro La Loma de Stella Maris, em Mar del Plata, morando lá com sua esposa Isabel de 18 anos e sua filha pequena, Marta. Apesar da situação financeira, ele permitiu que um amigo dele, Rafael Luchetti, morasse com eles. Um dia, no entanto, ele encontrou sua esposa fazendo sexo com seu hóspede. Após esta descoberta, Luchetti sacou um revólver. Catalino por sua vez tentou se defender com um soco, mas acabou por ser baleado na perna. Enquanto ele se contorcia de dor, Luchetti pegou Isabel e Marta, colocou em um carro, e partiu. Catalino, que gravemente ferido, foi logo encontrado e levado a um hospital próximo, onde passou algum tempo se recuperando de seus ferimentos.

## Primeiros assassinatos
Após receber alta do hospital, Catalino estava determinado a capturar e matar Luchetti, chegando ao ponto de vigiar a casa de sua mãe em Dolores, na esperança de que em algum momento ele viria visitá-la. Lá, ele morava em um pequeno galpão na periferia da cidade e ganhava a vida fazendo biscates para um homem chamado Jaime Casanova, enquanto frequentava a casa de dois vizinhos - a viúva Gregoria Rosas e seu companheiro, Narciso Peñalba.
Numa noite, Catalino encontrou o casal e exigiu ferozmente que lhe dissessem onde estava Luchetti, pensando que sua esposa e filha ainda estavam com ele. Quando nenhum deles pôde dar uma resposta que lhe parecesse satisfatória, o homem enfurecido puxou uma faca e começou a esfaquear e a chutar violentamente os dois. Ainda atordoado pela própria raiva, Catalino arrastou os cadáveres para um palheiro próximo, onde os escondeu e fugiu rapidamente.

## Captura e fugas
Quando os assassinatos foram descobertos, a polícia procurou diligentemente pelo autor até encontrar Catalino escondido em um hotel em Mendoza. Sem oferecer resistência, ele logo foi preso por dois guardas e agendado para ser levado para La Plata. Ao passar pela cidade de Pergamino, Catalino fingiu sentir-se mal e foi autorizado a sair do carro e tirar as algemas para se aliviar. Depois de entrar em um milharal à beira da estrada, Catalino tirou o casaco e o deixou pendurado em algumas plantas à vista dos guardas, que esperavam pacientemente por seu retorno.
Em 20 de abril de 1945, Catalino estava localizado em Mar del Plata, em uma fazenda na rua Rodríguez Peña 1526, pois soube que sua filha morava na cidade. Ele foi surpreendido pela polícia - que o esperava há meses - e abriu fogo contra eles com sua arma, mas foi atingido na perna esquerda pelo comissário García. Catalino tentou fugir, mas fraturou o fêmur no processo e foi recapturado. Ele foi novamente encaminhado ao hospital e mantido sob vigilância, mas uma noite, ele pediu ao guarda que removesse as algemas para que ele pudesse ir ao banheiro. Mais uma vez, ele conseguiu escapar subindo pela janela do banheiro até o telhado e depois pulou para o jardim. Dali foi para a rua, onde roubou uma bicicleta e fugiu na noite tempestuosa, apesar de ter uma infecção gangrenosa no ferimento.

## Assassinatos em Azul
Enquanto a polícia o procurava em Rio Negro e na província de Neuquén, Catalino retornou a Dolores, onde Luchetti, Isabel e Marta residiam naquela altura. Quando ele estava prestes a se vingar, Luchetti e Isabel fugiram, deixando Marta para trás. Perseguido pela polícia local e federal, Catalino e sua filha viajavam frequentemente pelo interior para fazer biscates, com ele usando vários pseudônimos para se esconder.
Por fim, eles se encontraram na zona rural de Azul e, sob o nome de Donato Aguirre, deixou a filha na pensão dos proprietários, dizendo que não conseguia cuidar dela sozinho. Em 28 de junho de 1947, Catalino foi encontrado vagando em um campo perto de uma fazenda em Cuartel IX por um fazendeiro chamado Braulio Leguizamón, em quem ele deu três tiros. Depois de subir uma barranco com o corpo do homem a tiracolo, Catalino o escondeu entre uma pilha de sacos e trapos velhos. Porém, alertados pelos senhorios, a polícia localizou e interrogou a sua filha, estabelecendo rapidamente a sua verdadeira identidade. Ato contínuo, ela foi levada e colocada em um orfanato, o Hogar del Buen Pastor.
Em 8 de julho, Catalino, que havia conseguido um emprego como ajudante de fazenda em Chillar, soube que sua verdadeira identidade havia sido descoberta por seu empregador Guillermo Alberti. Pouco depois, ele foi à cozinha onde, sem dizer uma palavra, matou a tiros tanto Alberti quanto outro peão, Victoriano Serrano. Depois de esconder o corpo de Alberti sob algumas folhas de metal, Catalino amarrou o corpo de Serrano a um cavalo e o levou a um fosso, onde ele descartou o corpo.
Abrigado pela escuridão das estradas geladas em uma pequena cabana, ele perambulou pela cidade à noite em busca de sua filha. No entanto, enquanto vagava pelo Instituto de Varones, Catalino foi avistado por um comissário de polícia, fazendo com que ele deixasse imediatamente a cidade. Nos dias seguintes, ele ainda flanava nas proximidades, mas a estrita vigilância o impediu de voltar. Como resultado, Catalino foi forçado a ir embora de Azul em definitivo.

## Últimos crimes
Agora sob o nome de Pedro Montenegro, ou Aguirre, Catalino cometeu uma série de roubos e furtos em Tandil, Rauch, Dolores, El Tordillo, General Juan Madariaga e arredores, antes de retornar a Mar del Plata e se estabelecer no bairro de La Juanita. Mudou-se então para a Colônia Barragán, perto da Estación Cobo, onde se hospedou com seu vizinho Bienvenido Basualdo, renomado vaqueiro e fazendeiro.
Em 7 de março de 1948, na zona rural de El Trio, nos arredores ao norte do partido General Pueyrredón, Catalino se encontrava na fazenda da família Mehatz, para quem havia trabalhado anteriormente como jardineiro. Aproveitando a ausência destes por ser dia de eleições, ele e um cúmplice de 17 anos chamado Orlando Nelson Rosas (ou Alberto Gómez), fugitivo de um centro de detenção juvenil, decidiram roubar o local.
Porém, os Mehatz voltaram inesperadamente à fazenda porque alguns deles haviam esquecido seus títulos de eleitor. O primeiro a entrar na casa foi Martín (um funcionário sênior do Casino Central de Mar del Plata), que foi alvejado três vezes por Catalino. Seus filhos, Martín Mayo, de 22 anos, e Marcelo, de 19, tentaram fugir, mas o primeiro foi baleado nas costas, fazendo-o cair, antes de Catalino descarregar o resto da câmara de seu revólver nele. Sem mais balas, Catalino sacou uma faca e cortou a garganta de Marcelo, mas como ele estava demorando muito para morrer, Rosas lhe deu uma maça com a qual ele esmagou sua cabeça.
A dupla então colocou os corpos no carro da família e viajou para General Juan Madariaga, jogando os corpos no campo do agricultor Ángel Casales. Eles então tentaram esconder o carro "enterrando-o" na floresta, mas simplesmente o cobriram com lenha e galhos, depois foram embora.

## Exposição e morte
Após os assassinatos, Catalino foi trabalhar em La Eudocia, assumindo trabalhos agrícolas para Juan Carlos Pétersen. No entanto, ao ler as notícias sobre os assassinatos da família Mehatz, a Sra. Pétersen percebeu que o lavrador era de fato Catalino e informou a polícia. Antes que pudessem prendê-lo, porém, ele já havia fugido.
No início de abril de 1948, o comissário Pedro Cavanva recebeu uma queixa de um homem chamado Pedro Jaureguiberry, dizendo que ele havia sido roubado por um homem "numa charrete de rodas vermelhas". Cavanva, juntamente com o cabo José M. Diuberti e o vigia Raymundo Manrique, foram ao campo La Espadaña em General Juan Madariaga nas primeiras horas da manhã de 18 de abril.
Lá, interrogaram o encarregado do posto, Enrique Merlo, que alegou que não havia mais ninguém em sua casa. Entretanto, o comissário notou que uma charrete com as características descritas por Jaureguiberry estava estacionada nos fundos da fazenda, levando ele e seus homens a começarem a revistar a propriedade. De repente, um homem desconhecido apareceu, se escondeu, sacou um revólver e abriu fogo contra eles. Quase imediatamente, os oficiais revidaram com seus Winchesters, atingindo-o com quatro tiros fatais e matando-o instantaneamente. O homem foi então rapidamente identificado como Juan Catalino Domínguez, que aparentemente estava dormindo na fazenda antes de se assustar com a chegada dos oficiais.
Pouco depois da morte de Domínguez, Rosas foi detido em uma fazenda próxima e preso por sua participação nos crimes. Ele continuou cometendo crimes até ele próprio ser morto em algum momento durante a década de 1960. A filha de Catalino, Marta, foi transferida para La Plata e depois para um instituto em Ingeniero Maschwitz, onde permaneceu até a idade adulta.